# Bradypterus sylvaticus
Bradypterus sylvaticus е вид птица от семейство Locustellidae. Видът е световно застрашен, със статут Уязвим.

## Разпространение
Видът е разпространен в Южна Африка.